# Brela
Brela je vesnice a opčina, v níž žije 1 703 obyvatel (2011), ležící v chorvatské Splitsko-dalmatské župě. Nachází se na dalmatském pobřeží Jaderského moře, přibližně 15 kilometrů severozápadně od Makarské.
Brela, ležící mezi masivem Biokovo a Jaderským mořem, žije z cestovního ruchu. Je známa rovněž jako perla Makarské riviéry[zdroj?]. V roce 1968 získala obec ocenění jako „Šampion Jadranu“ – za velký úspěch v oblasti cestovního ruchu.
Ačkoliv Brelu v sezoně navštěvují turisté (především Němci, Češi, Italové a Poláci[zdroj?]), udržuje si svoji klidnou atmosféru a zůstává letoviskem vhodným pro rodiny s dětmi[zdroj?]. Pláže jsou oblázkové a voda díky přirozeným skalním filtracím křišťálově čistá[zdroj?].
V roce 2004 umístil americký magazín Forbes pláže Brely na 6. místo v seznamu 10 nejkrásnějších světových pláží, přičemž mezi plážemi v Evropě se umístila na prvním místě.